# Viorica Cucereanu
Viorica Cucereanu-Bogatu (n. 9 mai 1957, comuna Dolna, Nisporeni) este o jurnalistă din Republica Moldova. Este secretara Consiliului de Observatori al PNAC TeleRadio-Moldova din anul 2009.

## Biografie
Viorica Cucereanu a absolvit Universitatea de Stat din Moldova în 1979 și a lucrat pentru TeleRadio Moldova (august 1979-noiembrie 2004). Ea a fost activă în timpul grevei din 2002 de la TeleRadio-Moldova. Concedierea ei din 2004 a fost ilegală, potrivit Curții Europene a Drepturilor Omului.
A lucrat apoi pentru Euro TV Moldova (noiembrie 2005-februarie 2007), TV Euronova (aprilie-octombrie 2005), Moldova Urbană (mai-decembrie 2005, aprilie-decembrie 2006). Viorica Cucereanu a colaborat, de asemenea, la Timpul de dimineață, Jurnal de Chișinău, Ziarul de Gardă, Flux, VIP-Magazin, Zece Plus. Din iunie 2007 este redactor-șef al revistei Akademos a Academiei de Științe a Moldovei.

## Premii
- 1992 - cel mai bun prezentator TV (TeleRadio-Moldova)[2]
- 1998 - premiul I, clubul anual Ziaristelor „Ten Plus”
- 1993, 2001, 2002, 2003, 2007 - Premiul Academiei de Științe a Moldovei „Lever Archimedean”
- 2001 - Premiul Național pentru Jurnalism pentru anul 2000
- 2002 - premiul I la concursul „10 ani de la Națiunile Unite în Moldova”
- 2005 - câștigătorul concursului pentru cea mai bună reflectare a temei de gen în presă, organizat de Centrul de Gen din Moldova
- 2006 - al doilea premiu pentru filmul paralel al surzilor, VI Festivalul Internațional de Film Documentar „Chronograph”[7], Chișinău

## Lucrări
- Femeia în labirintul istoriei (2003)
- Democrația la feminin (2005)
- Femeia în zonele de conflict (2006)
- Ispita neuitării (despre Prometeu-Prim Lyceum) (2006)

## Filmografie
- Orașul Bălți, parametrii asistenței sociale (1999)
- film instructiv pentru fermieri la solicitarea ONG „Bios” (2000)
- 16 zile de combatere a violenței împotriva femeii (2001)
- Femeia, măsură a democrației (2002)

## Legături externe
- (AUDIO) Corina Fusu: La televiziunea publică continuă o cenzură hidoasă, o propagandă brutală, sălbatică și agresivă Arhivat în 24 iulie 2011, la Wayback Machine.
- Compania publică „Teleradio Moldova” este condusă de rude[nefuncțională]